# آنا بوغدانوفا
آنا بوغدانوفا (بالروسية: Богданова, Анна Андреевна)‏ هي منافسة ألعاب القوى روسية، ولدت في 21 أكتوبر 1984 في سانت بطرسبرغ في روسيا.

## وصلات خارجية
- آنا بوغدانوفا على موقع الاتحاد الدولي لألعاب القوى (الإنجليزية)
- آنا بوغدانوفا على موقع أوليمبيديا (الإنجليزية)